# لورينزو سواريز دي فيغيروا إي كوردوبا
لورينزو سواريز دي فيغيروا إي كوردوبا (بالإسبانية: Lorenzo IV Suárez de Figueroa y Córdoba)‏ هو دبلوماسي وعسكري إسباني، ولد في 1559 في ميشيلين في بلجيكا، وتوفي في 1607 في نابولي في إيطاليا.